# ハマラジャ
『ハマラジャ』は、テレビ東京系列局ほかで放送されていたオーディションバラエティ番組である。テレビ東京と吉本興業の共同製作。テレビ東京系列局では2002年4月14日から同年9月29日まで、毎週日曜 21:00 - 21:54 （日本標準時）に放送。

## 概要
『浅草橋ヤング洋品店』時代も含めて10年間続いた『ASAYAN』の後番組で、同番組から続くオーディション番組というスタンスで開始された。コンセプトは「新ムーブメント創造バラエティー」。収録は東京タワー芝公園スタジオでの公開収録形式で行われていた。
ロックバンドのロードオブメジャーはこの番組の企画で結成され、一躍スターダムにのし上がった。

## 出演者
- 浜田雅功（ダウンタウン）
- YOU
- 魔裟斗
- 岡平健治（3B LAB.☆S）
- 上野未来
- ほか

## スタッフ
- 構成：遠藤みちスケ、竜泉、成田はじめ、とちぼり元、橋本吾市ほか
- 演出：西田二郎
- TD：千葉明律、中村純、橋本洋和（全員 池田屋）
- 編集：前野勝義（アンサーズ）
- 技術協力：ニユーテレス、FLT、テクノマックス、アンサーズ、サウンドエフェクトほか
- 美術協力：フジアール
- 収録スタジオ：東京タワー芝公園スタジオ
- スタッフ協力：社員、BINGO
- プロデューサー：伊藤成人（テレビ東京）、永田浩一（テレビ東京）、渡辺哲也（電通）
- 制作協力：ワイズビジョン
- 制作：テレビ東京、吉本興業

## テーマ曲

### オープニングテーマ
- START （routeφ）
- ランプシェード（サカノウエヨースケ）

### エンディングテーマ
- 二つの勇気（AI-SACHI）
- ONE LOVE （HΛL）

## ネット局
| 放送対象地域   | 放送局         | 系列           | 放送日時           | 備考                  |
| -------------- | -------------- | -------------- | ------------------ | --------------------- |
| 関東広域圏     | テレビ東京     | テレビ東京系列 | 日曜 21:00 - 21:54 | 製作局                |
| 北海道         | テレビ北海道   | テレビ東京系列 | 日曜 21:00 - 21:54 | 同時ネット            |
| 愛知県         | テレビ愛知     | テレビ東京系列 | 日曜 21:00 - 21:54 | 同時ネット            |
| 大阪府         | テレビ大阪     | テレビ東京系列 | 日曜 21:00 - 21:54 | 同時ネット            |
| 岡山県・香川県 | テレビせとうち | テレビ東京系列 | 日曜 21:00 - 21:54 | 同時ネット            |
| 福岡県         | TVQ九州放送    | テレビ東京系列 | 日曜 21:00 - 21:54 | 同時ネット            |
| 宮城県         | ミヤギテレビ   | 日本テレビ系列 | 水曜 16:00 - 16:54 |                       |
| 福島県         | 福島中央テレビ | 日本テレビ系列 | 木曜 16:00 - 16:55 | 2002年4月25日放送開始 |
| 岩手県         | IBC岩手放送    | TBS系列        |                    |                       |
| 鳥取県・島根県 | 山陰放送       | TBS系列        |                    |                       |
| 沖縄県         | 沖縄テレビ     | フジテレビ系列 | 金曜 16:00 - 16:55 | 2002年4月26日放送開始 |

## 補足
初回放送では通常スポンサー枠を4分、番組宣伝スポット枠を3分確保していた。
エイベックスならびに番組の筆頭スポンサーだった花王は、番組の打ち切りを機に1分間のスポンサー枠を土曜21:54枠のミニ番組『ぴかぴかマンボ』へ移した。
前番組の「ASAYAN」からはエイベックスと花王のほか30秒スポンサー4社が残留したが、逆にエドウィンなどのスポンサーが撤退。新規スポンサーもなく苦しい状況だった。